# Румба
Румба е най-бавният танц сред латиноамериканските танци с родина Куба, наричан „танцът на любовта“.
По време на танца партньорите извършват характерни, сложни, но и много красиви фигури и стойки. В състезателните танци румба се смята за почивката между другите ритмични латиноамерикански танци.
Танцува се винаги трети подред. На музиката се брои: два – три – четири – раз; „раз“ се пропуска като стъпка, той служи за „удължаване“ на самия танц, което води до усещане за продължителност, нежност и пълнота в движенията. Стъпките са бавни, но краката трябва да са „заключени“ т.е. опънати. В румбата са важни бедрата. Те се използват постоянно, за да бъде красив танцът. Танцът е бавен, но трябва да се правят резки стъпки.

## История
Родното място на румбата е Куба. Движенията ѝ са били заимствани от танца „контраданс“, който се изпълнявал през XIX век в нощните клубове на Хавана. Счита се, че румбата била пренесена в Париж през 1920 г. от Алседес Кастеланос – ръководител на кубински оркестър. Ритмите на румбата са повлияни предимно от културата на чернокожите роби, доведени в Куба от Западна Африка и Испания. Във Великобритания танцът навлиза през 30-те години на миналия век. В тогавашното „Кафе дьо Пари“ в Лондон за първи път е демонстриран от френската двойка Шапул.
През 1933 г. Дон Аспиасу въвежда истинската музика на румбата в Лондон. Водещ учител по това време е мосю Пиер, който посреща танца с голям ентусиазъм и заедно с партньорката му Дорис Лавел заминават за Куба. Там хората танцували румба различен вид румба (кубинска), вместо известната дотогава в Лондон. По-късно мосю Пиер се завръща на острова с различен и успява да наложи този стил като официална версия. През 1935 г. в САЩ Джордж Рафт изиграва ролята на изтънчен танцьор във филма „Румба“. Това повлиява румбата да се превърне в най-популярния танц на Америка.